# Ladrón sin destino
Ladrón sin destino (título original en inglés It Takes a Thief) es una serie de televisión estadounidense de acción y aventuras que se emitió en ABC durante tres temporadas entre 1968 y 1970. Está protagonizada por Robert Wagner en su debut televisivo como el sofisticado ladrón Alexander Mundy, que trabaja para el gobierno de los Estados Unidos a cambio de su liberación de prisión. Durante la mayor parte de la serie, Malachi Throne interpretó a Noah Bain, el jefe de Mundy.
Fue una de las últimas series de televisión del género de espías de la década de 1960, aunque Mission: Impossible continuó durante varios años más. Ladrón sin destino se inspiró, aunque no se basó, en la película de 1955 To Catch a Thief, dirigida por Alfred Hitchcock; los títulos originales en inglés de ambas obras provienen del proverbio inglés Set a thief to catch a thief («Pon a un ladrón para atrapar a un ladrón»), o como se expresa más a menudo, It takes a thief to catch a thief («Se necesita un ladrón para atrapar a un ladrón»). Según la autobiografía de Wagner, Pieces of My Heart (2008), Wagner consultó con Cary Grant, quien protagonizó To Catch a Thief, sobre cómo interpretar a Alexander Mundy.

## Premisa

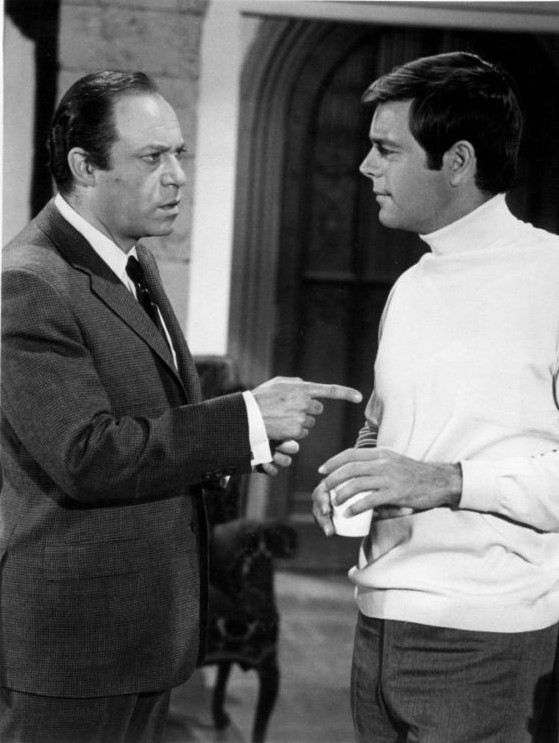
Malachi Throne con Robert Wagner, 1968.

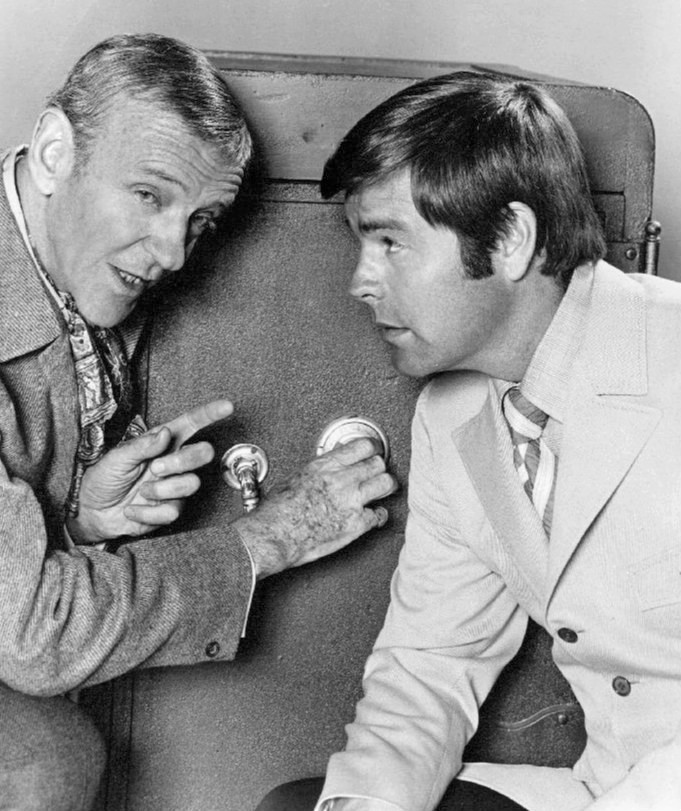
Fred Astaire y Robert Wagner, 1969.

Ladrón sin destino, que fue creada por el escritor de televisión Roland Kibbee, presentaba las aventuras del ladrón y carterista Alexander Mundy, que roba para financiar su vida como un playboy pulido y sofisticado. Está cumpliendo condena en la prisión de San Jobel cuando la SIA (la agencia de inteligencia secreta ficticia) del gobierno de los Estados Unidos le propone un trato a Mundy: robar para el gobierno a cambio de su libertad. Mundy está desconcertado y pregunta: «Déjame aclarar esto. ¿Quieres que robe?» En los principales títulos de apertura, su nuevo jefe de SIA, Noah Bain, usa el eslogan «Oh, mira, Al, no te estoy pidiendo que espíes. Solo te pido que robes». En preproducción, el título durante un tiempo fue Once a Crook.
La serie abrió con su episodio piloto, un estreno especial de noventa minutos (con comerciales) titulado «A Thief is a Thief is a Thief», escrito por Kibbee y dirigido por Leslie Stevens. Cuando la serie se lanzó en sindicación en la década de 1970, el episodio piloto se ocultó del paquete y se amplió a un largometraje de 99 minutos para su lanzamiento en el extranjero; esto finalmente se lanzó en un paquete de sindicación nacional separado, bajo el título Magnificent Thief. La versión piloto de la película se lanzó en video casero en la década de 1990.
En la tercera temporada de la serie, Throne fue reemplazado por Edward Binns como el jefe de SIA de Mundy, Wally Powers, en algunos episodios. Como explicó Throne: «Tuvieron la idea de filmar toda la temporada en Italia, pero querían que me quedara y le diera al personaje de Wagner... órdenes por teléfono. Les dije que si no iba renunciaba, y lo hice. El show no duró otra media temporada» (en realidad la tercera temporada no se acortó). Al final, partes de la tercera temporada se filmaron en Europa y Binns, el reemplazo de Throne, filmó algunas escenas allí.
También durante la tercera temporada, Fred Astaire interpretó a Alistair Mundy, el padre de Alexander, en cinco episodios (cuatro en pantalla, uno en una voz en off que no aparece en los créditos). Alistair también es un maestro ladrón de caballeros, que dice desconcertado, al comienzo de cada episodio en el que aparece: «He oído hablar de robarle al gobierno, pero ¿para el gobierno?». Alistair fue el personaje principal en la mayoría de los episodios en los que apareció, en lugar del personaje de Alexander de Wagner, quien fue relegado a papeles secundarios o incluso cameos en estos episodios. El formato es similar al de la serie de televisión Maverick de la década de 1950 que presentaba a un pariente del personaje principal previamente establecido y luego alternaba los dos personajes en el papel principal de la serie de semana en semana. Fue idea del creador Roland Kibbee tener un semirregular en el programa que estuviera relacionado con el personaje de Wagner, Alexander Mundy. La idea de que Fred Astaire interpretara a Alister Mundy surgió del hombre de vestuario de Wagner, Hugie McFarland, quien también se encargó del vestuario de Astaire y de John Forsythe. A Astaire le pagaron 25 000 dólares por episodio en el que apareció, una suma considerable para 1970.
Al productor Glen Larson se le ocurrió la idea de cómo presentar a Alistair Mundy según la autobiografía de Wagner, Pieces of My Heart. El personaje de Astaire hace su primera aparición en la tercera temporada, episodio cuatro titulado «The Great Casino Caper». Este episodio fue filmado en Venecia. La historia era que Alistair se había distanciado de Al porque al principio de su carrera, Al había sido atrapado y estaba cumpliendo condena en prisión. Esto decepcionó mucho a Alistair. En el episodio todo está perdonado y se unen para robar un casino. Esta fórmula en la que padre e hijo se unen para llevar a cabo un atraco se repetía a menudo cuando aparecía Alistair Mundy.
Susan Saint James apareció en cinco episodios. Charlene Holt apareció en tres episodios. Ricardo Montalbán apareció en dos episodios. Stefanie Powers (futura coprotagonista de Robert Wagner en la serie posterior Hart to Hart) apareció en un episodio (tercera temporada). Otras estrellas invitadas incluyeron prominentes estrellas de cine veteranas de Hollywood como Bette Davis, Gale Sondergaard, Joseph Cotten, Elsa Lancaster, Hermione Gingold, Paul Henreid, Fernando Lamas e Ida Lupino.

## Reparto
Fuente: 
- Fred Astaire como Alistair Mundy.
- Edward Binns como Wally Powers (3.ª temporada).
- Joseph Cotten como el Sr. Jack (3.ª temporada).
- George Murdock como Devon (3.ª temporada).
- John Russell como (William) Dover (3.ª temporada).
- Malachi Throne como Noah Bain (temporadas 1 y 2).
- Robert Wagner como Alexander Mundy.

## Medios domésticos
El 15 de noviembre de 2011, Entertainment One lanzó It Takes a Thief: The Complete Series en DVD en la Región 1. El conjunto de 18 discos presenta los 66 episodios de la serie, varias características adicionales, una entrevista con Robert Wagner y un corte especial de largometraje del episodio piloto. El conjunto de DVD se promocionó en comerciales transmitidos por Antenna TV, que presentaba a Wagner publicitando el conjunto de DVD. Entertainment One lanzaría más tarde la primera temporada completa como un DVD independiente el 2 de octubre de 2012; este set también tuvo el episodio piloto de largometraje.
En la Región 2, marzo de 2017 vio la serie completa lanzada bajo su título alemán Ihr Auftritt Al Mundy, con bandas sonoras en alemán e inglés incluidas.
En la Región 4, Madman Entertainment ha lanzado la serie completa en DVD en Australia y Nueva Zelanda como cajas de tres temporadas.

## Redifusión
A principios de mayo de 2012, se podía ver Ladrón sin destino en redifusión en la red Antenna TV.

## Película
En 2013, Universal Pictures anunció que estaban creando una versión cinematográfica de la serie con John Davis como productor, a través de Davis Entertainment, junto con Joseph Singer. Derek Dauchy supervisaría el proyecto para Davis y Scott Bernstein para Universal. Greg Russo escribiría el guion. No ha habido novedades desde entonces.